# Пошман, Семён Антонович
Семён Антонович Пошман (1792—1847) — директор Императорского училища правоведения; полковник, действительный статский советник.

## Биография
Родился 22 июня (3 июля) 1792 года; отец — Антон Петрович Пошман .
Начал службу в 1805 году актуариусом Коллегии иностранных дел; с 1808 до октября 1809 года служил в Комитете для Лифляндских дел. С февраля 1811 по май 1815 года состоял помощником директора музея Адмиралтейского департамента. В это время перевёл под руководством А. Ф. Лабзина мистическое сочинение Эккартсгаузена «О фосфорной кислоте, яко вернейшем средстве против гнилости» (СПб., 1811).
С 19 мая 1815 года начал военную службу поручиком Татарского уланского полка, откуда в июне 1818 года перешёл в Мариупольский гусарский, а в декабре 1819 года, за отличие, был переведён капитаном в Лейб-гвардии конно-егерский полк. Поступив, 18 февраля 1820 года, в Свиту Его Величества по квартирмейстерской части, был прикомандирован к 3-му отделению Военно-топографического депо; с марта 1823 года находился в штабе Отдельного Корпуса военных поселений. Вышел в отставку 7 декабря 1824 года полковником.
С 19 февраля 1827 года состоял за обер-прокурорским столом Межевого департамента сената. В 1833 году, пройдя испытания на знание юридических наук, получил от Санкт-Петербургского университета соответствующий аттестат. В феврале 1835 года был назначен и. д. обер-прокурора 2-го департамента Сената.
При открытии Императорского училища правоведения с 10 июня 1835 года он был назначен его директором и, одновременно, членом Консультации при министерстве юстиции.
Умер в должности директора и в чине действительного статского советника 28 декабря 1847 (9 января 1848) года и был похоронен с родителями на Волковом лютеранском кладбище (по другим сведениям, умер 23 декабря или 29 декабря).

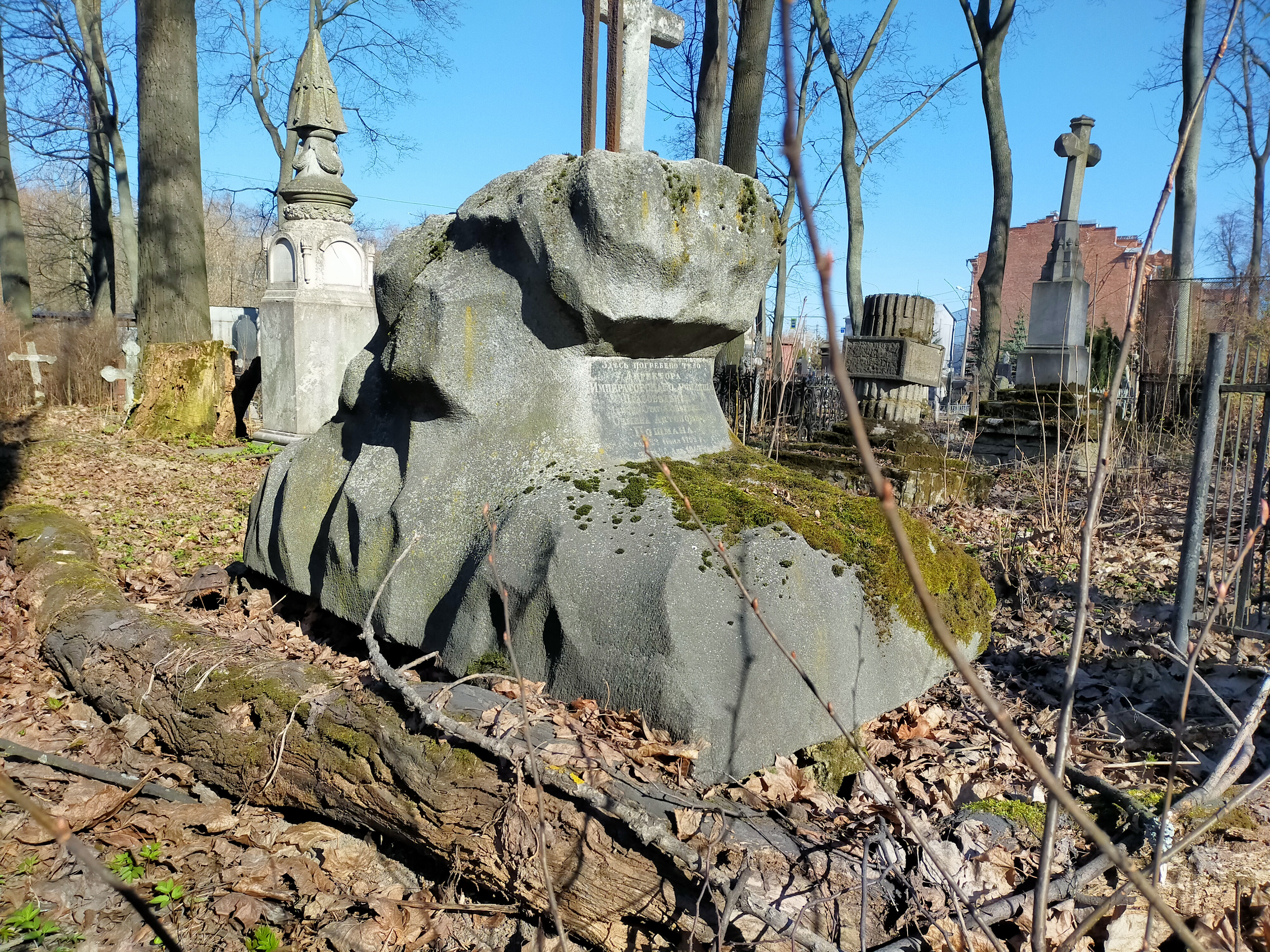
Памятник на могиле С. А. Пошмана, Волковское лютеранское кладбище

По воспоминаниям выпускника училища правоведения М. М. Молчанова: 

Первый директор училища, С. А. Пошман, был человек, как говорится, строгих правил. Военный служака, он внёс в гражданское училище военную дисциплину и безмолвное повиновение высшему начальству. Все время управления училищем он оставался верен раз принятому принципу и держал всё и всех, как говорится, в ежовых рукавицах. Мы все побаивались его не на шутку — это правда, но правда и то, что в самом этом страхе юные сердца наши инстинктивно чувствовали в этой строгой, до абсолютизма доходящей власти желание нам добра и стремление сделать нас людьми чести и порядка.
С. А. Пошман состоял членом Общества поощрения художников и Русского географического общества (с 19.09.1845).